# Алманчино
Алма́нчино (рос. Алманчино, чув. Алманч) — село у складі Красноармійського району Чувашії, Росія. Адміністративний центр Алманчинського сільського поселення.
Населення — 294 особи (2010; 392 у 2002).
Національний склад:
- чуваші — 98 %